# Losos moudrosti

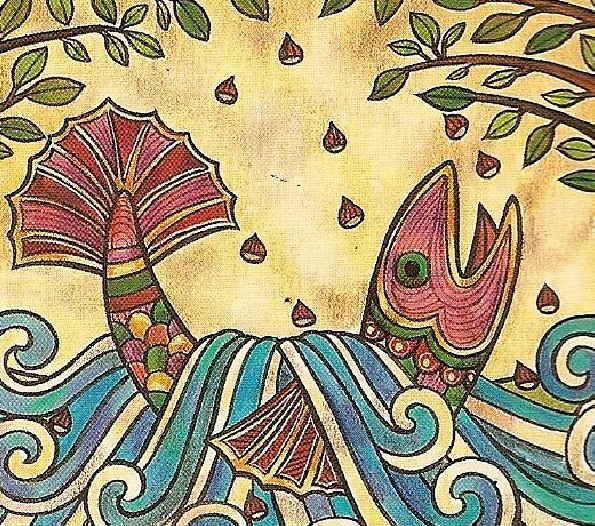
Losos moudrosti krmicí se lískovými ořechy v Connlově studně

Losos moudrosti je mytická irská ryba, kterou požil hrdina Finn a získal tak nadpozemské vědění. Vědění které Finn získal nepředstavuje vědění obyčejné, učenost či vzdělání, ale vědění esoterické a okultní, snad také jasnovidnost a věštecké schopnosti. Podobný losos je pod jménem Llyn Llyw znám i ve velšské mytologie, kde žije v řece Severn a je nejmoudřejším ze čtyřiceti zvířat a nejstarších ze živých bytostí. Culhwchovi prozradil kde je vězněn Mabon. Příběh spadá v Aarneho–Thompsonovo katalogu pod ATU The White Snake's Flesh „maso bílého hada“, respektive B217.1.1. Animal languages learned from eating serpent „naučení jazyka zvířat snědením hada”.
Podle jednoho z příběhů byl Finn v učení u básníka jménem Finnéces, který se snažil lososa ulovit už sedm let Linn Féic „Fiacovy tůně“ na řece Boyne. Podle jiné varianty losos přebýval u vodopádů Assaroe na řece Erne. Když se básníkovi povedlo lososa ulovit začal jej opékat a varoval svého učedníka aby se ho nedotýkal.  Finn si však o horkou rybu spálil palec a když si jej vložil do úst aby jej zchladil tak dosáhl moudrosti. Poté mu básník dá hrdinovi nové jméno, namísto původního Demne byl od té doby znám Finn, protože podle proroctví měl lososa pozřít plavovlasý Finn. Podle méně známé verze figuroval ve Finnově získání vědění také palec, ale nikoliv losos, získal ho když si chladil v ústech palec který si přiskřípl do dveří zásvětního domu na hoře Slíab na mBan.